# تيم لونغ
تيم لونغ (بالإنجليزية: Tim Long)‏ هو كاتب سيناريو أمريكي، ولد في 14 يونيو 1969 في براندون في كندا.

## وصلات خارجية
- تيم لونغ على موقع IMDb (الإنجليزية)
- تيم لونغ على موقع قاعدة بيانات الفيلم (الإنجليزية)